# Aussenkommando Neuteich
Aussenkommando Neuteich – niemiecki nazistowski podobóz KL Stutthof, zlokalizowany w Nowym Stawie.
Obóz istniał od stycznia do kwietnia 1942. Zatrudniał on 21 więźniów, których praca polegała na składaniu słomy i siana, oraz na rozładunku i załadunku złożonych bel. Więźniowie zostali przywiezieni do obozu koleją wąskotorową, pilnowani przez czterech SS-manów. Posiłki przeznaczone dla więźniów były przywożone ze Stutthofu. Podobóz został rozwiązany w kwietniu 1942, a więźniowie zostali wysłani do Stutthofu. Nie istnieją żadne wzmianki o obozie z wyjątkiem relacji więźnia, który został tam wysłany.